# Elecciones estatales de Aguascalientes de 2019
Las Elecciones estatales de Aguascalientes de 2019 se llevaron a cabo el domingo 2 de junio de 2019, para renovar a los 11 ayuntamientos que conforman a la entidad federativa. Con el objetivo de homologar el calendario electoral local con las elecciones federales de 2021 los ayuntamientos electos tendrán un periodo de mandato de dos años, iniciando el 15 de octubre de 2019 y concluyendo el 14 de octubre de 2021.

## Antecedentes
En julio de 2014 el Congreso del Estado de Aguascalientes aprobó una reforma electoral para homologar la celebración de los comicios locales con las elecciones federales y permitir la reelección de los diputados locales. El periodo de los 11 ayuntamientos es de dos años y diez meses, asumen el cargo el 1 de enero de 2017 y concluyen su periodo el 14 de octubre de 2019, logrando la homologación en 2021. Siete partidos políticos nacionales y dos estatales participaron en la elección de 2019. Nueva Alianza al haber perdido su registro nacional, recurrió al registro como partido estatal para poder participar en los comicios.

## Resultados
|  | 41.63 % |

|  | 8.82 % |

|  | 8.41 % |

|  | 3.08 % |

|  | 2.54 % |

|  | 1.85 % |

|  | 21.18 % |

|  | 0.60 % |

|  | 3.39 % |

|  | 3.62 % |

|  | 1.83 % |

### Aguascalientes
|  | 51.35 % |

|  | 24.40 % |

|  | 8.07 % |

|  | 6.52 % |

|  | 1.42 % |

|  | 1.40 % |

|  | 1.33 % |

|  | 1.02 % |

|  | 0.76 % |

|  | 0.67 % |

|  | 96.95 % |

|  | 3.05 % |

### Asientos
|  | 42.93 % |

|  | 30.67 % |

|  | 16.51 % |

|  | 1.77 % |

|  | 1.62 % |

|  | 1.44 % |

|  | 0.96 % |

|  | 0.94 % |

|  | 0.80 % |

|  | 97.64 % |

|  | 2.36 % |

### Calvillo
|  | 41.10 % |

|  | 22.64 % |

|  | 16.22 % |

|  | 5.31 % |

|  | 3.62 % |

|  | 2.82 % |

|  | 1.79 % |

|  | 1.61 % |

|  | 95.12 % |

|  | 4.88 % |

### Cosío
|  | 30.42 % |

|  | 27.45 % |

|  | 22.99 % |

|  | 7.94 % |

|  | 7.79 % |

|  | 1.92 % |

|  | 0.26 % |

|  | 1.92 % |

|  | 98.77 % |

|  | 1.23 % |

### El Llano
|  | 25.31 % |

|  | 20.96 % |

|  | 17.97 % |

|  | 15.73 % |

|  | 5.83 % |

|  | 4.82 % |

|  | 2.76 % |

|  | 2.46 % |

|  | 0.97 % |

|  | 0.52 % |

|  | 97.32 % |

|  | 2.68 % |

### Jesús María
|  | 41.77 % |

|  | 20.66 % |

|  | 10.86 % |

|  | 7.29 % |

|  | 5.07 % |

|  | 2.15 % |

|  | 1.75 % |

|  | 1.57 % |

|  | 1.43 % |

|  | 1.25 % |

|  | 1.23 % |

|  | 1.13 % |

|  | 0.66 % |

|  | 96.81 % |

|  | 3.19 % |

### Pabellón de Arteaga
|  | 52.75 % |

|  | 21.12 % |

|  | 9.30 % |

|  | 4.25 % |

|  | 2.59 % |

|  | 2.37 % |

|  | 2.22 % |

|  | 1.80 % |

|  | 0.47 % |

|  | 0.26 % |

|  | 97.14 % |

|  | 2.86 % |

### Rincón de Romos
|  | 33.16 % |

|  | 29.74 % |

|  | 12.65 % |

|  | 5.95 % |

|  | 5.82 % |

|  | 4.85 % |

|  | 2.37 % |

|  | 1.30 % |

|  | 0.88 % |

|  | 96.72 % |

|  | 3.28 % |

### San Francisco de los Romo
|  | 32.66 % |

|  | 25.65 % |

|  | 18.59 % |

|  | 11.52 % |

|  | 2.95 % |

|  | 1.51 % |

|  | 1.12 % |

|  | 1.04 % |

|  | 0.73 % |

|  | 0.47 % |

|  | 96.25 % |

|  | 3.75 % |

### San José de Gracia
|  | 50.65 % |

|  | 25.37 % |

|  | 12.54 % |

|  | 4.72 % |

|  | 1.85 % |

|  | 1.50 % |

|  | 0.89 % |

|  | 0.65 % |

|  | 0.41 % |

|  | 98.58 % |

|  | 1.42 % |

### Tepezalá
|  | 29.79 % |

|  | 23.69 % |

|  | 21.58 % |

|  | 14.59 % |

|  | 6.91 % |

|  | 0.85 % |

|  | 0.50 % |

|  | 6.91 % |

|  | 97.92 % |

|  | 2.08 % |